# Kyselina 2,3-dihydroxybenzoová
Kyselina 2,3-dihydroxybenzoová je organická sloučenina, která se přirozeně vyskytuje v několika rostlinách, konkrétně ve smutni kyselé a v nepukalce obtížné a rovněž v plodech rostliny Flacourtia inermis.
V přírodě tato látka vzniká během šikimátové dráhy. Je součástí řady přenašečů železa, což jsou molekuly vytvářející stabilní komplexy s ionty železa za účelem jeho přenosu dovnitř bakterie; její molekula obsahuje pyrokatecholovou skupinu, která se po deprotonaci velmi silně naváže na železo, a karboxylovou skupinu, přes kterou se může navázat na různé další molekuly prostřednictvím amidové vazby. Jedním z přenašečů obsahujících tuto kyselinu je enterochelin, v němž jsou tři dihydroxybenzoylové substituenty navázány na molekuly serinu.
Kyselinu 2,3-dihydroxybenzoovou je možné použít k chelataci či jako antimikrobiální látku.
Kyselina 2,3-dihydroxybenzoová je také meziproduktem metabolismu kyseliny acetylsalicylové v lidském těle.